# Беравці
Беравці (хорв. Beravci) — населений пункт у Хорватії, у Бродсько-Посавській жупанії у складі громади Велика Копаниця.

## Населення
Населення за даними перепису 2011 року становило 815 осіб.
Динаміка чисельності населення поселення:

## Клімат
Середня річна температура становить 11,12 °C, середня максимальна – 25,50 °C, а середня мінімальна – -6,02 °C. Середня річна кількість опадів – 730 мм.
| Клімат поселення                              | Клімат поселення | Клімат поселення | Клімат поселення | Клімат поселення | Клімат поселення | Клімат поселення | Клімат поселення | Клімат поселення | Клімат поселення | Клімат поселення | Клімат поселення | Клімат поселення | Клімат поселення |
| Показник                                      | Січ.             | Лют.             | Бер.             | Квіт.            | Трав.            | Черв.            | Лип.             | Серп.            | Вер.             | Жовт.            | Лист.            | Груд.            |                  |
| Середній максимум, °C                         | 6,00             | 8,23             | 12,80            | 17,36            | 22,41            | 25,50            | 25,36            | 24,90            | 20,96            | 15,50            | 9,60             | 5,60             |                  |
| Середня температура, °C                       | −0,01            | 2,20             | 6,80             | 11,34            | 16,42            | 19,50            | 21,22            | 20,76            | 16,81            | 11,40            | 5,50             | 1,46             |                  |
| Середній мінімум, °C                          | −6,02            | −3,78            | 0,78             | 5,35             | 10,41            | 13,49            | 17,10            | 16,64            | 12,68            | 7,28             | 1,32             | −2,7             |                  |
| Норма опадів, мм                              | 47               | 45               | 45               | 55               | 66               | 94               | 69               | 63               | 53               | 64               | 71               | 58               |                  |
| Середньомісячна швидкість вітру, м/с          | 1.91             | 2.20             | 2.50             | 2.40             | 2.13             | 2.00             | 2.00             | 1.80             | 1.75             | 1.80             | 1.90             | 2.00             |                  |
| Середньомісячна сонячна радіація, кДж/м²·день | 4385             | 7034             | 10993            | 15454            | 19317            | 21244            | 22301            | 20532            | 15105            | 9372             | 4894             | 3619             |                  |
| --------------------------------------------- | ---------------- | ---------------- | ---------------- | ---------------- | ---------------- | ---------------- | ---------------- | ---------------- | ---------------- | ---------------- | ---------------- | ---------------- | ---------------- |
| Джерело:                                      |                  |                  |                  |                  |                  |                  |                  |                  |                  |                  |                  |                  |                  |